# Lista monumentelor istorice din județul Argeș - J

Simbol pentru monumentele istorice

Lista monumentelor istorice din județul Argeș - J cuprinde monumentele istorice înscrise în Patrimoniul cultural național al României și aflate în localități ce încep cu litera J din județul Argeș.
Lista completă este menținută și actualizată periodic de către Ministerul Culturii, Cultelor și Patrimoniului Național din România, prin intermediul Institutului Național al Patrimoniului, ultima versiune datând din 2015. Această listă cuprinde și actualizările ulterioare, realizate prin ordin al ministrului culturii.
| Cod LMI                               | Denumire                                           | Localitate                            | Localizare                                                    | Datare, Creatori                           | Imagine               | Erori             |
| ------------------------------------- | -------------------------------------------------- | ------------------------------------- | ------------------------------------------------------------- | ------------------------------------------ | --------------------- | ----------------- |
| AG-II-a-A-13710 (RAN: 15867.01)       | Schitul rupestru „Sf. Apostoli” - Jgheaburi        | sat Jgheaburi; comuna Corbi           | Str. Mănăstirii 110 45.1654°N 24.4846°E                       | sec. XIV - XV, ref. 1512, sec. XVIII, 1814 | Alte imagini          | Raportează eroare |
| AG-II-m-A-13710.01 (RAN: 15867.01.01) | Biserica rupestră „Sf. Apostoli”                   | sat Jgheaburi; comuna Corbi           | Str. Mănăstirii 110 45.2756°N 24.81156°E                      | sec. XIV - XV, ref. 1512, sec. XVIII, 1814 |                       | Raportează eroare |
| AG-II-m-A-13710.02                    | Ruinele chiliilor rupestre                         | sat Jgheaburi; comuna Corbi           | Str. Mănăstirii 110 45.27516°N 24.81135°E                     | sec. XIV - XV, ref. 1512, sec. XVIII       |                       | Raportează eroare |
| AG-II-m-A-13710.03                    | Stânca schitului „Sf. Apostoli” - Jgheaburi        | sat Jgheaburi; comuna Corbi           | Str. Mănăstirii 110                                           |                                            |                       | Raportează eroare |
| AG-II-m-A-13710.05 (RAN: 15867.01.02) | Bisericuță de lemn                                 | sat Jgheaburi; comuna Corbi           | Str. Mănăstirii 110                                           | sec. XIX                                   | Alte imagini          | Raportează eroare |
| AG-II-m-B-13712                       | Casa Ion N. Chițu                                  | sat Jugur; comuna Poienarii de Muscel | 368                                                           | 1925                                       | Încarcă foto \| video | Raportează eroare |
| AG-II-m-B-13713                       | Casa Iepure                                        | sat Jugur; comuna Poienarii de Muscel | 425                                                           | 1890                                       | Încarcă foto \| video | Raportează eroare |
| AG-II-m-B-13711                       | Biserica „Sf. Nicolae”, „Sf. Voievozi”, „Sf. Ioan” | sat Jugur; comuna Poienarii de Muscel | 449                                                           | 1854                                       | Încarcă foto \| video | Raportează eroare |
| AG-II-m-A-13714 (RAN: 15929.01)       | Biserica de lemn „Înălțarea Domnului”              | sat Jupânești; comuna Coșești         |                                                               | 1742                                       | Alte imagini          | Raportează eroare |
| AG-II-m-B-13715                       | Biserica „Sf. Voievozi”, „Sf. Ioan Botezătorul”    | sat Jupânești; comuna Coșești         |                                                               | 1839                                       | Alte imagini          | Raportează eroare |
| AG-IV-m-A-13710.04 (RAN: 15867.01.03) | Cimitir                                            | sat Jgheaburi; comuna Corbi           | Str. Mănăstirii 110 45.27535°N 24.81101°E                     | sec. XIV - XV                              |                       | Raportează eroare |
| AG-IV-m-A-13964 (RAN: 15867.02)       | Cruce de piatră                                    | sat Jgheaburi; comuna Corbi           | Str. Mănăstirii 110, la N de Schitul „Sf. Apostoli” (nr. 110) | 1790                                       |                       | Raportează eroare |